# 1636 Портер
1636 Портер (1636 Porter) — астероїд головного поясу, відкритий 23 січня 1950 року.
Тіссеранів параметр щодо Юпітера — 3,625.